# Le due Frida
Le due Frida (in spagnolo Las dos Fridas) è un celebre dipinto della pittrice messicana Frida Kahlo, realizzato nel 1939 e conservato nel Museo de Arte Moderno di Città del Messico.

## Descrizione
Il quadro rappresenta, come il titolo suggerisce, la presenza di due ritratti di Frida. La Frida non più amata da Diego indossa un abito bianco, l’altra un abito tipico della cultura messicana. Ciò che hanno in comune le due rappresentazioni nell’opera è che mostrano il cuore (organo). Quello della Frida non più amata è rotto ed emerge dal corpetto strappato del vestito. Il cuore dell’altra Frida è intero. La prima ha una forbice in mano, la seconda una foto di Diego da piccolo, l’amante bambino perduto. Una vena, simile a una flebo, pompa sangue da un cuore all’altro, ma è spezzata da una forbice chirurgica e lascia cadere la linfa ematica a terra. Frida non ha più sangue da dare a chi l’ha così tanto ferita. Non ha più linfa vitale per essere una buona moglie. Il raddoppiamento di Frida esalta molto la sua solitudine. Ma la nuova condizione le insegna a proteggersi e fortificarsi da sola. Frida investiga, in questo come in molti altri quadri, ciò che si prova a essere una donna innamorata e tradita, che vuole e deve ricominciare da se stessa: mette in scena tutte le emozioni legate alla femminilità.

## Analisi
Questo è il dipinto che rappresenta non solo le due personalità dell'artista, ma anche in modo più emblematico la relazione tra Frida e Diego Rivera, perché analizza il momento della separazione dei due. Frida scrive: "Perché lo chiamo il mio Diego? Mai fu né mai sarà mio. Appartiene a se stesso", esprimendo la consapevolezza di aver perduto il suo amore e forse di non averlo mai posseduto.
Nel 1939 Frida Kahlo intraprende un viaggio a Parigi, dove entrò a contatto con i Surrealisti, dei quali, tuttavia, non condivide il pensiero ed i principi. Questo e molti altri problemi legati alla salute, incidono profondamente sullo stato d’animo dell’artista in questo periodo. Rientrata in Messico, Frida decide di lasciare la casa che condivideva con il marito e di tornare in quella di famiglia a Coyoacán. Furono anni in cui nella vita di Frida susseguirono molti avvenimenti che segnarono l'esistenza della donna. Infatti, l'opera in questione nasce in un momento di grande dolore per la pittrice, causato dalla sofferenza per il divorzio con l'amato marito, Diego Rivera.
L’episodio che mette definitivamente in crisi questo matrimonio è l’avventura che Diego intesse con Cristina, la sorella di Frida, che, ormai separata dal marito, è accorsa ad aiutarla dopo l'intervento di amputazione delle dita del piede destro. Il tradimento è lacerante, viscerale, insopportabile. Frida lascia il marito e compie un atto simbolico tagliandosi i lunghi capelli.
Frida descrive il suo dolore e la sua indipendenza con un autoritratto, dove decide di abbandonare l'idea di bellezza femminile che la società impone, poiché non voleva più condividere quest'ideale.